# De mirabilibus mundi (Pseudo Alberto Magno)
De mirabilibus mundi ("Sobre las maravillas del mundo"), conocido también como De secretis naturae y Liber secretorum, es un libro anónimo de magia natural escrito en latín en el siglo XIII y atribuido tradicionalmente Alberto Magno (1210-1290). La obra incluye una introducción teórica y una colección de recetas y experimentos, comúnmente considerados mágicos. Desde sus primeras ediciones impresas, ha sido frecuentemente compilado en el Liber Aggregationis, junto con otros tratados de la tradición hermética también atribuidos a Alberto Magno.
Hacia finales del siglo XIII, algunas copias ya asignaban la autoría errónea de la obra a Alberto Magno, aunque esta atribución no se volvió común hasta el siglo XV.Posteriormente, De mirabilibus fue incluido en la antología conocida como el Libro de los Secretos.

## Contexto y público objetivo
El De mirabilibus mundi surge en un período de transformación social y cultural en Europa, caracterizado por la revitalización del comercio, el crecimiento urbano y el surgimiento de las universidades.Este contexto genera un nuevo tipo de lector académico, interesado en adquirir conocimiento y encontrar soluciones prácticas.La obra se dirige a un público culto, familiarizado con conceptos filosóficos y científicos, y con formación en disciplinas como la dialéctica, las ciencias naturales, la astrología y la nigromancia.

## Contenido y estilo
"De mirabilibus" es una colección de recetas o experimentos (experimenta) que pretenden aprovechar los poderes ocultos de la naturaleza mediante una forma de magia simpática. Este enfoque se basa en el conocimiento de las fuerzas de atracción y repulsión de los objetos naturales, que pueden comprenderse a través de la razón y la experiencia. La obra pone un fuerte énfasis en la experimentación y en un conocimiento accesible,respaldado por un prólogo que promueve una versión popularizada del aristotelismo. El autor demuestra familiaridad con las ideas de Avicena y el Liber vaccae un texto mágico pseudoplatónico del cual se han tomado numerosas recetas.Las secciones posteriores incluyen en su mayoría contenidos probablemente extraídos del  Liber Ignium del erudito bizantino Marcus Graecus (Marco el griego).
El libro presenta un estilo didáctico y persuasivo. El autor, asumiendo la figura de Alberto Magno, se dirige al lector con autoridad, invocando figuras de autoridad como Platón, Aristóteles y Galeno para dar credibilidad a sus argumentos. La estructura es heterogénea, combinando explicaciones teóricas con una amplia variedad de experimentos, recetas y anécdotas.

## Edición crítica y traducción en español
- González Macho, Rafael (23 de abril de 2015). Edición y comentario de "DE MIRABILIBUS MUNDI" de Pseudo Alberto Magno [Tesis doctoral]. Universidad Nacional de Educación a Distancia.

- Datos: Q130426045